# Монпельє (сеньйорія)
Сеньйорі́я Монпельє́ (фр. Montpellier, окситанськ. Montpelhièr, кат. Montpeller) — середньовічне феодальне володіння на півдні Франції (в Окситанії) у 985—1349 роках. Сеньйорія займала територію навколо міста Монпельє.

## Історія
Першим правителем цієї області став Гільом I (пом. до 1025), якому вона була передана у володіння Бернаром II, графом де Мельґей (сучасний Могіо) 26 листопада 985 року за проявлену доблесть. Його спадкоємці збудували укріплене поселення із замком і каплицею, яке пізніше стало містом Монпельє. Розташовуючись на шляху з Іспанії до Італії, місто швидко набуло економічного та культурного значення, приваблюючи купців, майстрів золотих та срібних справ, сукноробів. Таким чином місто стало центром торгівлі між північчю Європи, Іспанією та середземноморським басейном. Монпельє також входив у підпорядкування єпископів Магелонна.

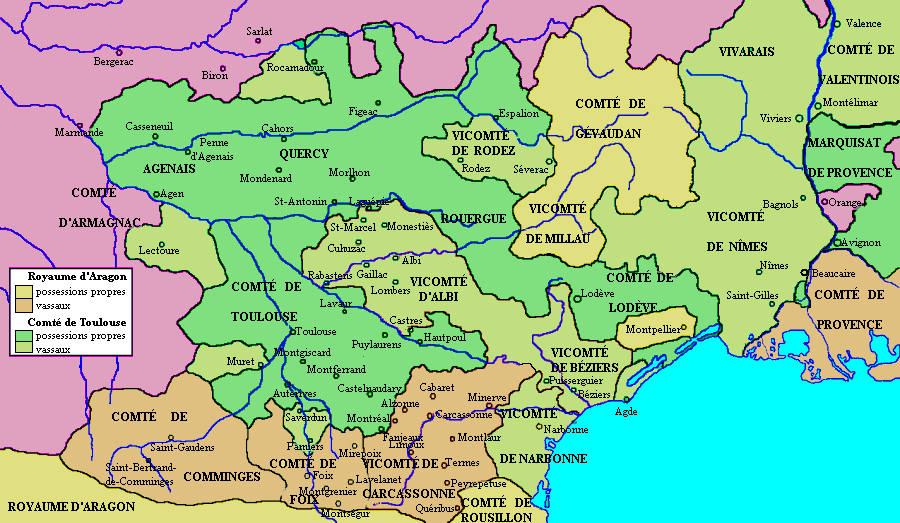
Монпельє на мапі Лангедока. 1209 рік.

Мапа Арагону та Окситанії 1213 р.

Династія Гільомідів, заснована Гільйомом I, згасла після смерті Гільйома VIII 9 листопада 1202 року. У нього залишилася єдина законна дочка, Марія де Монпельє (пом. 1213), яка була одружена з королем Арагону Педро II. Ще 1197 року вона зреклася прав на Монпельє на користь незаконного сина Гільйома VIII, Гільйома IX (пом. після 1212 року). Проте населення Монпельє повстало проти молодого правителя і 15 червня 1204 року Марія вступила в права спадкоємиці. Педро та Марія надали жителям Монпельє ті пільги й свободи, які вони вимагали. Їхній син, Хайме I Завойовник, який народився в Монпельє, тримав у Монпельє великий двір.
1262 року Хайме написав заповіт, за яким після його смерті Арагонське королівство мало розділитися між його синами. Педро III мав отримати Арагон, Валенсію і Барселону. А для іншого сина, Хайме II (1243–1311), створювалося васальне королівство Майорка, до якого увійшли Балеарські острови, каталонські графства Руссільйон і Сердань, а також володіння в Окситанії — сеньйорія Монпельє, віконтство Карла в Оверні та баронство Омела побіля Монпельє.
У складі Майорського королівства Монпельє перебувало до 1344 року, коли король Арагону Педро IV захопив його і приєднав його до Арагону. Король Майорки Хайме III зберіг тільки свої французькі володіння, зокрема і Монпельє. Але в 1349 році він продав і їх королю Франції Філіппу VI, щоб за виручені кошти набрати армію, з якою вторгся на Майорку. 25 жовтня 1349 року в битві біля Льюкмайора військо Хайме було розбите, а сам він загинув. Його малолітні діти, Хайме IV (1337–1375) та Ізабелла (1337–1403), були вивезені в полон до Барселони. Майорське королівство остаточно увійшло до складу Арагону, а Монпельє приєднано до домену короля Франції.

## Список сеньйорів Монпельє

### Дім Монпельє (ДинастіяГільємідів)

Герб сеньйорів Монпельє

- 985 — до 1025 : Гільйом I де Монпельє
- до 1025 — до 1059 : Гільйом II де Монпельє, небіж попереднього, син Беренгера (або Бернара) де Монпельє.
- до 1059 — до 1068 : Гільйом III де Монпельє, син попереднього.
- до 1068–1085 : Бернар Гільйом IV де Монпельє, син попереднього.
- 1085—1122 : Гільйом V де Монпельє, син попереднього.
- 1122—1162 : Гільйом VI де Монпельє, син попереднього.
- 1162—1173 : Гільйом VII де Монпельє, син попереднього.
- 1173—1202 : Гільйом VIII де Монпельє, син попереднього.
- 1202—1204 : Гільйом IX де Монпельє, незаконний син попереднього.
- 1204—1213 : Марія де Монпельє, сестра попереднього.
чоловік: Педро II Арагонський, король Арагону, граф Барселони, Руссільйона та Сердані.

### Арагонський (Барселонський) дім

Герб Барселонського дому

- 1213—1276 : Хайме I Завойовник (1208–1276), король Арагону, граф Барселони і сеньйор Монпельє з 1213, король Майорки з 1231, Валенсії з 1238, граф Урхеля.
- 1276—1311 : Хайме II (1243–1311), король Майорки, граф Руссільйона і Сердані, сеньйор Монпельє з 1276 року.
- 1311—1324 : Санчо II Тихий (1277–1324), король Мальорки, граф Руссільйона і Сердані, сеньйор Монпельє з 1311 року.
- 1324—1349 : Хайме III Сміливий (1315–1349), король Мальорки, граф Руссільйона і Сердані 1324–1344 (з 1344 — титулярний), сеньйор Монпельє з 1324, князь Ахейський з 1316 року.